# Управління довірою (інформаційна система)
В інформаційних системах та інформаційних технологіях управління довірою — це абстрактна система, яка обробляє символічні представлення соціальної довіри, як правило, щоб допомогти автоматизованому процесу прийняття рішень. Такі представлення, наприклад, у формі криптографічних облікових даних, можуть пов’язувати абстрактну систему управління довірою з результатами оцінки довіри. Управління довірою є популярним у реалізації інформаційної безпеки, зокрема політики управління доступом.
Концепція управління довірою була введена Меттом Блейзом   для допомоги в автоматизованій перевірці дій проти політик безпеки. У цій концепції дії дозволені, якщо вони демонструють достатні облікові дані, незалежно від їхньої фактичної особи, що відокремлює символічне представлення довіри від фактичної особи.
Управління довірою можна найкраще проілюструвати через повсякденний досвід використання квитків. Можна купити квиток, який дає право, наприклад, на вхід на стадіон. Квиток виступає символом довіри, вказуючи на те, що власник квитка оплатив своє місце та має право на вхід. Однак придбаний квиток можна передати комусь іншому, таким чином передаючи таку довіру символічно. Біля воріт перевірятимуть лише квиток, а не особу пред’явника.

## Огляд
Управління довірою можна розглядати як засновану на символах автоматизацію соціальних рішень, пов’язаних із довірою,  де соціальні агенти інструктують свої технічні представлення, як діяти під час зустрічі з технічними представленнями інших агентів. Подальша автоматизація цього процесу може призвести до автоматизованих переговорів про довіру (наприклад, див. Winslett  ), де технічні пристрої обговорюють довіру шляхом вибіркового розкриття облікових даних відповідно до правил, визначених соціальними агентами, яких вони представляють. Визначення та погляд на управління довірою було розширено в 2000 році, щоб включити концепції чесності, правдивості, компетентності та надійності, на додаток до рівнів довіри, характеру довірчих відносин і контексту. 
Web Services Trust Language (WS-Trust)  забезпечує управління довірою в середовищі веб-служб. Основна пропозиція в цілому залишається незмінною: веб-сервіс (верифікатор) приймає запит, лише якщо запит містить докази заяв (облікові дані), які задовольняють політиці веб-сервісу.
Також можна дозволити технічним агентам стежити за поведінкою один одного та відповідно реагувати, збільшуючи або зменшуючи довіру. Такі системи спільно називаються управлінням доступом на основі довіри (TBAC) , і їх застосовність вивчалася для кількох різних областей застосування. 
Альтернативний погляд на управління довірою  ставить під сумнів можливість технічного управління довірою та зосереджується на підтримці правильної оцінки ступеня довіри однієї особи до іншої.
Управління довірою також вивчається в певній сфері, пов'язаній з ІТ, наприклад транспортом. 
Сьогодні управління  довірою є важливою темою в соціальних мережах. 